# Косырёвский сельсовет
Косырёвский сельсове́т — сельское поселение в Липецком районе Липецкой области.
Согласно Закону Липецкой области административный центр — деревня Бруслановка. В Уставе сельского поселения в противоречие законодательству указано село Косырёвка.

## История
В соответствии с законами Липецкой области № 114-оз от 02.07.2004 и № 126-оз от 23.09.2004 Косырёвский сельсовет наделён статусом сельского поселения, установлены границы муниципального образования.

## Население
| 2010  | 2012  | 2013  | 2014  | 2015  | 2016  | 2017  |
| ----- | ----- | ----- | ----- | ----- | ----- | ----- |
| 2542  | ↗2568 | ↘2562 | ↘2534 | ↗2651 | ↗2847 | ↗3106 |
| 2018  | 2021  |       |       |       |       |       |
| ↗3240 | ↗5099 |       |       |       |       |       |

## Состав сельского поселения
| № | Населённый пункт  | Тип населённого пункта       | Население |
| - | ----------------- | ---------------------------- | --------- |
| 1 | Бруслановка       | деревня                      | ↗485      |
| 2 | Ключики           | деревня                      | ↗30       |
| 3 | Косырёвка         | село, административный центр | ↗3270     |
| 4 | Кулешовка         | деревня                      | ↗351      |
| 5 | Отверг-Студенец   | село                         | ↗7        |
| 6 | Плоская Кузьминка | село                         | ↗102      |